# Grönskiffer

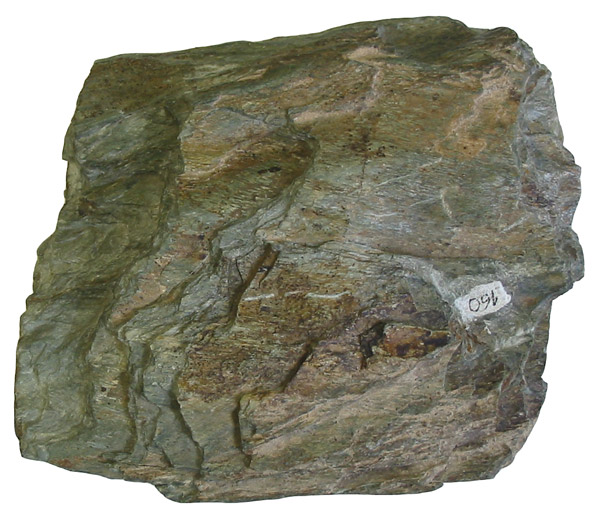
Grönskiffer som innehåller klorit.

Grönskiffer är en metamorf bergart som bildats genom svag regionalmetamorfos av en basisk magmatisk bergart. Den gröna färgen kommer av att bergarten innehåller klorit, epidot eller amfibol.